# Epargyreus antaeus
Epargyreus antaeus är en fjärilsart som beskrevs av William Chapman Hewitson 1867. Epargyreus antaeus ingår i släktet Epargyreus och familjen tjockhuvuden. Inga underarter finns listade i Catalogue of Life.

## Bildgalleri

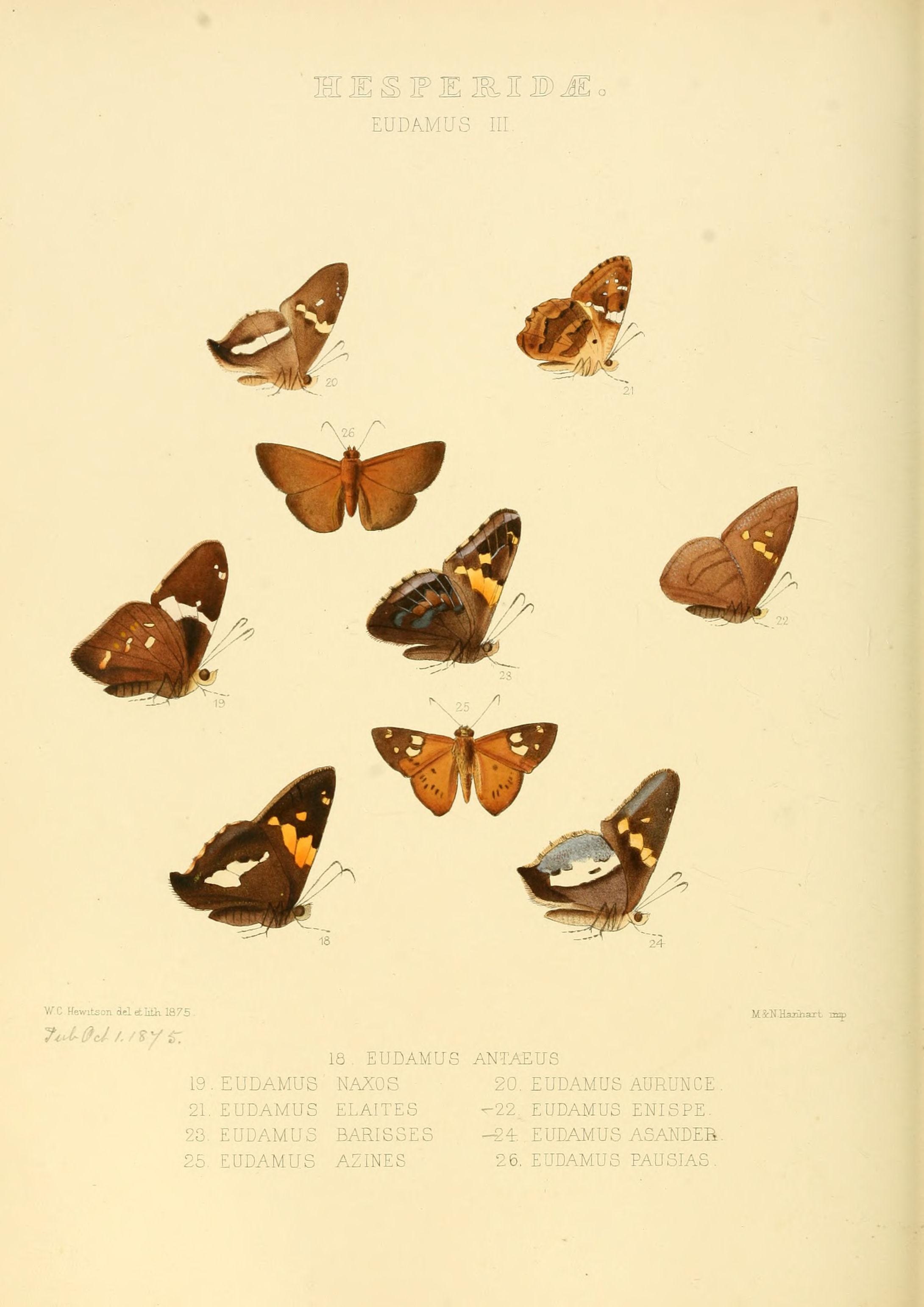